# Pygophora acromiata
Pygophora acromiata är en tvåvingeart som först beskrevs av Speiser 1910.  Pygophora acromiata ingår i släktet Pygophora och familjen husflugor. Inga underarter finns listade i Catalogue of Life.